# Nemognatha coeruleipennis
Nemognatha coeruleipennis es una especie de coleóptero de la familia Meloidae.

## Distribución geográfica
Habita en América Central y Sudamérica.